# Chiesa di San Fedele (Terre di Pedemonte)
La chiesa parrocchiale di San Fedele è un edificio religioso che si trova a Verscio, frazione di Terre di Pedemonte in Canton Ticino.

## Storia
La struttura venne eretta tra il 1743 e il 1748, sulla base di un preesistente edificio in stile romanico di epoca medievale, consacrato nel 1214. Il precedente edificio venne parzialmente integrato nell'attuale struttura. Il campanile è del 1720. Il coro fu affrescato da Antonio da Tradate.

## Descrizione
La chiesa ha una pianta di tipo ottagonale allungata, e ospita un altare Seicentesco in stile barocco.
Il coro risale alla costruzione precedente ed è coperto da una volta a crociera con affreschi del XV secolo; al periodo romanico risalgono invece i lacerti di affresco affissi alla parete del coro.